# Chelsea Walls
Chelsea Walls ist ein US-amerikanisches Filmdrama von Ethan Hawke aus dem Jahr 2001. Das Drehbuch schrieb Nicole Burdette anhand ihres eigenen Theaterstückes. In den Hauptrollen des Films agieren Rosario Dawson, Vincent D’Onofrio, Kris Kristofferson, Robert Sean Leonard, Natasha Richardson, Uma Thurman, Mark Webber und Steve Zahn.

## Handlung
Im legendären Künstlerdomizil Chelsea Hotel in Manhattans West 23rd Street in New York haben sich jede Menge Künstler, Außenseiter der Gesellschaft, versammelt, um dort ihren Träumen nachzuhängen. Zu ihnen gehören auch die Dichterinnen Audrey und Grace, der Schriftsteller Bud, der Maler Frank sowie der Musiker Terry Olsen. Sie alle haben schon bessere Tage gesehen.
Bud ist zwar mit Greta verheiratet, hat aber eine Affäre mit Mary. Bud ist knurrig und ruppig und meist betrunken. Er hämmert ein Meisterwerk, wie er findet, auf seiner Schreibmaschine herunter und macht so gut wie jede verfügbare Frau an. Er sei schließlich ein Mann, einer der letzten verdammten Männer. Audrey und Grace sind enttäuscht von ihren Ehemännern. Die im Hotel versammelten Charaktere, halten es für edel, in extravaganter Armut zu leben, während sie Kunst schaffen und ein zügelloses Sexleben führen. Sie rauchen viel, trinken viel, versuchen sich an diversen Rauschmitteln und verbringen entweder gar keine oder sehr viel Zeit damit, sich zurechtzumachen. Im Chelsea Hotel wohnen sie, weil es billig ist und ihnen eine Bühne für ihre Psychodramen bietet. Die Gespräche der Akteure drehen sich unter anderem um Liebe, Alkohol und Kunst, ohne dass man zu einem Ergebnis kommt. Die Künstler bewegen sich in teils verfallenen Räumen und Fluren und legen ein dekadentes Verhalten an den Tag und eine gewisse Gleichgültigkeit gegenüber den Bedürfnissen anderer.
Val, ein Mann, der keine Verantwortung übernehmen will, verlässt seine unglaublich schöne Freundin Audrey aus unerfindlichen Gründen immer wieder aufs Neue. Er schreibt an einem Werk mit dem seltsamen Titel „Der unerträgliche Hunger der Verdammten“. Dann ist da noch Grace, ein nervöses Mädchen, das ständig von Männern kleingemacht wird. Grace arbeitet als Kellnerin im nahegelegenen Jazzclub und lässt dauernd Gläser fallen. Frank, der Gemälde vermietet, ist damit beschäftigt, John Malkovich als Jackson Pollock zu imitieren. Es scheint, als sei er in Grace verliebt. Terry Olsen ist ein eher unscheinbarer Rocker aus Minnesota, der gemeinsam mit seinem drogensüchtigen Kumpel Ross in Manhattan aufgetaucht ist, um in die Fußstapfen des ehemaligen Minnesotaners und Chelsea-Spielers Bob Dylan zu treten und die Welt mit seiner Musik zu verändern. Olsen hängt immer noch seiner Schwärmerei für ein Mädchen aus seiner Heimat nach, das er kaum kennt. Er ist jedoch bereit, alles für seine Musik aufzugeben. Es scheint, als wollten alle Anwesenden den Geistern des Chelsea Hotels Respekt zollen, mit denen das Hotel untrennbar verbunden ist, wie Thomas Wolfe, Dylan Thomas, Brendan Behan, James Schuyler und zahlreichen weiteren Prominenten, die hier übernachtet habe, wie beispielsweise Mark Twain, Tennessee Williams, Arthur Miller und Gregory Corso. Dazu passt auch, dass Leonard Cohens Song Chelsea Hotel #2 an den Blowjob erinnert, den er dort 1967 angeblich von Janis Joplin bekommen hat.

## Produktion

### Hintergrund, Dreharbeiten
Ethan Hawke berichtete, er habe im Alter von 21 Jahren einen Kurzfilm über das Chelsea Hotel gemacht. Als er den Film Nicole Burdette gezeigt habe, sei die Idee entstanden, das Theaterstück von Burdette über das Hotel zu verfilmen. Hawke besetzte zahlreiche Rollen mit seinen Freunden wie Robert Sean Leonard und Steve Zahn sowie mit seiner damaligen Ehefrau Uma Thurman (das Paar ließ sich 2004 scheiden).
Die Dreharbeiten fanden ab Dezember 1999 in den Originalräumen im Chelsea Hotel in New York City statt.

### Soundtrack
- Under Milk Wood, geschrieben von Dylan Thomas, performt von John Seitz
- Promising, geschrieben von Jeff Tweedy, performt von Robert Sean Leonard
- What a Little Moonlight Can Do, geschrieben von Harry MacGregor Woods, performt von Billie Holiday
- The Lonely 1, geschrieben von Jeff Tweedy, performt von Robert Sean Leonard
- Remember Me, Musik: Wilco, Text: Nicolette Burdette
- Jealous Guy, geschrieben von John Lennon, performt von Jimmy Scott, Mike Kanan, Hilliard Greene, Victor Jones, Jay Bennett, John Stirratt und Ken Coomer
- When the Roses Bloom Again, traditionelle Weise, arrangiert von Wilco, performt von Billy Bragg und Wilco
- Softly and Tenderly (Jesus Is Calling), geschrieben von Will L. Thompson, performt von Robert Sean Leonard
- Lament, geschrieben von Dylan Thomas, performt von John Seitz
- Seasons in Hell, geschrieben von Arthur Rimbaud, performt von Wilco gemeinsam mit Jeff Tweedy, Jay Bennett, John Stirratt und Ken Coomer

Stephen Holden schrieb in der New York Times: Für zusätzliche Atmosphäre wurde der legendäre Pop-Jazz-Sänger Little Jimmy Scott in die Rolle des Skinny Bones hineingezwängt, eines Musikers (der laut Produktionsnotizen vage von Miles Davis inspiriert ist), der alte Platten von Billie Holiday auflegt und eine traurige Version von John Lennons „Jealous Guy“ krächzt. Jeff Tweedy von der Gruppe Wilco komponierte den dröhnenden, dissonanten Soundtrack des Films. Der Chefredakteur Andrew O’Hehir von Salon führte aus: Jazzsänger Jimmy Scott spielt eine herzzerreißende Version von John Lennons „Jealous Guy“. Der Soundtrack von Jeff Tweedy von Wilco wandert durch die Felder zielloser, angenehmer Gitarrenverzerrungen. Ein kleiner Junge verkündet, er wolle ein „Pinkerton“ werden, als ob irgendjemand, der nach 1940 geboren wurde, dieses Wort kennen würde.

### Veröffentlichung
Die Weltpremiere des Films, der für rund 100.000 Dollar digital gedreht wurde, erfolgte am 21. September 2001 während des Woodstock Film Festivals; später nahm der Film an einigen anderen Festivals teil. Seit dem 19. April 2002 wurde Chelsea Walls in ausgewählten Kinos der USA vorgeführt, in denen er ca. 60 Tsd. US-Dollar einspielte.
Bereits im Mai 2001 wurde der Film während der Cannes Directors’ Fortnight veröffentlicht. Im März 2002 wurde er auf dem South by Southwest Film Festival in den Vereinigten Staaten vorgestellt und am 30. April 2002 auf dem Jeonju International Film Festival. In Dänemark wurde der Film am 26. Juli 2002 veröffentlicht, in Tokio in Japan am 3. August 2002, in Finnland am 22. September 2002 wurde er auf dem Helsinki International Film Festival gezeigt, am 9. November 2002 in Osaka in Japan und am 17. August 2006 im finnischen Fernsehen. Veröffentlicht wurde der Film zudem in Australien, Brasilien, Bulgarien, Kanada, Griechenland, Indien, Italien, Rumänien, Russland, Taiwan, im Vereinigten Königreich und unter dem Arbeitstitel Last Word on Paradise in den Vereinigten Staaten. Gezeigt wurde er auch in Deutschland.

## Rezeption

### Kritik
David Hunter schrieb im Hollywood Reporter vom 19. April 2002, das Hauptthema des Films sei die selbstverschuldete Vereinsamung der gezeigten Künstler. Das Regiedebüt von Ethan Hawke sei „etwas Besonderes“, aber kein Meilenstein der Filmgeschichte (but less than industry-shaking). Hunter kritisierte die Beleuchtung in einigen Szenen und die Benutzung der digitalen Kamera.
Mick LaSalle meinte, bei den meisten Filmen, die scheitern würden, liege die Schuld an Nachlässigkeit, mangelnder Inspiration oder Zynismus. Das sei bei Hawkes Werk eindeutig nicht der Fall, es ein Werk der Liebe. Es bestehe kein Zweifel, dass er gerne filme und im historischen Chelsea Hotel auch gern gedreht habe. Doch habe das nicht zu einem sehenswerten Film geführt. Eher im Gegenteil. Des Weiteren kritisierte LaSalle im San Francisco Chronicle das Drehbuch, das „poetisch“ sein solle, aber wie eine „Satire“ wirke. Die Handlung sei „nichtexistent“; der Film zeige eine Reihenfolge von Szenen mit diversen Charakteren in unterschiedlichen Räumen. Gelobt wurden von LaSalle hingegen die „talentierten“ Darsteller.
Der Kritiker Roger Ebert meinte, dies sei der richtige Film für diejenigen, die ein abgegriffenes Exemplar der Compass-Taschenbuchausgabe von Kerouacs Unterwegs|On the Road besitze und auf Seite 124 die Worte unterstrichen habe: „Das Einzige, wonach wir uns in unseren Tagen sehnen, was uns seufzen und stöhnen lässt und uns allerlei süße Übelkeiten zufügen lässt, ist die Erinnerung an ein verlorenes Glück, das wir wahrscheinlich nur im Mutterleib erfahren haben und das (auch wenn wir es nicht zugeben wollen) nur im Tod reproduziert werden kann.“ Und weiter: „Wenn Sie die nächsten fünf Worte unterstrichen haben (‚Aber wer will schon sterben?‘), sind Sie zu realistisch für diesen Film.“
In der New York Times befasste sich Stephen Holden mit dem Film und vergab eineinhalb Hochs an Ethan Hawke für die Beschwörung eines schäbigeren, romantischeren Zeitalters, als zottelige, gottgleiche Dichter die Erde bevölkerten, ihre heiligen Manuskripte schwenkten und aufstrebende Bohemiens ihnen zu Füßen lagen. Chelsea Walls, Hawkes Regiedebüt, sei so vernarrt in die Bohème und den Mythos des gequälten Künstlers, der in seiner heruntergekommenen Stadtbude umhertorkele, dass man meinen könnte, der 31-jährige Schauspieler, der zum Romanautor und Filmemacher wurde, wünschte, er wäre in den 1950er und 60er Jahren erwachsen geworden, als Persönlichkeiten namens Dylan und nicht Gates unsere Kulturhelden gewesen seien. Diese trübe, lyrische Ode an das Chelsea Hotel, jenes berühmte New Yorker Gasthaus in der West 23rd Street, das schon viele legendäre Schriftsteller, Maler und Musiker beherbergt habe, wolle das filmische Äquivalent eines abstrakten expressionistischen Gemäldes, einer Tirade der Beat-Generation und einer knallharten Jazz-Ballade in einem sein. Das berührend-kuriose Ideal großer Kunst des Films sei die berauschende Sprache des walisischen Dichters Dylan Thomas, der einst im Chelsea übernachtet habe.
Der Chefredakteur von Salon Andrew O’Hehir schrieb, wenn man die Hoffnung aufgebe, dass in Ethan Hawkes treibendem, prätentiösen Regiedebüt wirklich etwas passiere, falle es einem leichter, sich in die Atmosphäre des Nichts der Mitte der 70er Jahre einzufinden. Gleichzeitig meinte O’Hehir, dass es viele Gründe gebe, sich über Chelsea Walls lustig zu machen. Dazu habe er jedoch keine Lust, so dass seine Kritik also eine wohlwollende oder zumindest tolerante Kritik eines Films sei, der in vielerlei Hinsicht eindeutig schrecklich wäre. Er schlage also nicht vor, dass man sich den Film ansehen solle, es sei denn, man gehöre zu den Leuten, die jeden Wim-Wenders-Film der 70er gesehen hätten – sogar Die Angst des Tormanns beim Elfmeter. Er bitte das Publikum lediglich, dem talentierten, ernsthaften und überbezahlten jungen Mann, der diesen Film gedreht habe, und all den großartigen Schauspielern, die ihr Talent für diese scheinbar so edle Sache eingesetzt hätten, ein wenig zu gedenken. Die einzig fesselnde Figur des Films sei der große, grüblerische, hässliche, aber dennoch prächtige Hotelkomplex aus dem 19. Jahrhundert. Abschließend kam O’Hehir zu dem Ergebnis, dass der Film mit zunehmender Dauer spannender werde, vielleicht weil man die Hoffnung aufgegeben habe, dass wirklich etwas passieren werde.
Jeffrey M. Anderson führte in Combustible Celluloid aus, dass es manchmal schwierig sei, in Filmen zwischen Intelligenz und Anmaßung zu unterscheiden. Sagt der Filmemacher etwas Brillantes oder redet er nur, um sich selbst reden zu hören? Im Falle von Ethan Hawke, vermute er, dass dieser eigentlich ein sehr intelligenter Kerl sei. Sein Film Chelsea Walls jedoch strotze vor aufgesetztem Getue und viel Gerede, ohne wirklich etwas zu sagen. Möglicherweise sei die Vorlage des Films, das Theaterstück von Nicole Burdette, der Grund. Die Lieder des Films, meinte Anderson, hätten ihm die Antwort gegeben, nach der er gesucht habe, und werfe Licht auf den Rest des Films. Ihm sei klargeworden, dass dies ein prätentiöser, nicht besonders intelligenter Film sei. Doch die Sehnsucht nach einer Bohème-Ära, in der Dichter die Welt verändern konnten, sei real – und auch die Melancholie, die aufkomme, wenn sich die Welt heute als widerstandsfähig erweise, sei real.
Der Kritiker Dennis Schwartz war von dem Film sehr angetan und schrieb, er sei eine wunderschön gelungene lyrische Meditation über eine Gruppe verzweifelter und verletzlicher Charaktere, die im berühmten Chelsea Hotel leben würden. Chelsea Walls sei ein experimenteller Kunstfilm, gut gespielt, introspektiv und träge. Er basiere auf dem mäandernden Bühnenstück der Schauspielerin Nicole Burdette. Obwohl der Film weder Anfang noch Mitte oder Ende habe, strotze er in seinem langsamen Tempo nur so als verträumte Charakterstudie. Der Film glänze mit Szenen, die pure Poesie und Gold wert seien, auch wenn die durchgängigen Schimpftiraden wie schlechte Poesie wirkten – abgesehen vom Dylan-Thomas-Gedöns des alten Hasen im Aufzug. In einigen Szenen habe der Film eine magische Kraft erlangt, die nur wenige Künstlerfilme dieser Art erreichen würden. Die Filmmusik von Jeff Tweedy von Wilco verleihe dem Film eine glitzernde, melodische Stimmung, die man nicht so schnell vergesse. Der Schauspieler Ethan Hawke habe in seinem Regiedebüt ein Meisterwerk geschaffen, indem er das Hotel und seine Charaktere in dieser dunstigen Umgebung gekonnt zum Leben erweckt habe. Hawke habe die Poesie der kleinen Momente des Films eingefangen und, obwohl der Film nichts Großes zu sagen habe, hätten diese kleinen, wunderbaren Momente des Schauspiels, der interessanten visuellen Effekte und der fantasievollen Soundbits ausgereicht, um diesen Film zu einem fesselnden Erlebnis zu machen. Zwar werde die visionäre Geschichte des Films nicht jeden gleichermaßen fesseln. Dennoch wirke er authentisch und fange die wahre Persönlichkeit derer ein, die in Elend und Frustration für ihre Kunst lebten. Schließlich seien die eindringliche Stimmung und die kraftvolle Darstellung der Charaktere, das, was am meisten zähle, und den Film zu einem besonderen Genuss für alle machen würden, die für seine Vorzüge empfänglich seien.
Völlig anders sah das David Nusair von Reel Film Reviews, für den Ethan Hawkes Regiedebüt ein schlecht konzipiertes Drama über das Leben mehrerer Bewohner des New Yorker Chelsea Hotels ist. Zweifellos kündige der Film seine Wertlosigkeit praktisch von Anfang an an, denn Hawkes Entscheidung für einen möglichst hässlichen und abstoßenden visuellen Stil verschrecke die Zuschauer sofort – die augenrollend prätentiöse Atmosphäre des Films werde durch Nicole Burdettes lächerlich avantgardistisches Drehbuch noch verstärkt. Zweifellos fehle es dem Film (völlig) an ausgearbeiteten, wirklich interessanten Charakteren – was wiederum verhindere, dass der Zuschauer Interesse an den vielen Nebenhandlungen entwickle. Die frustrierend langweilige Atmosphäre von Chelsea Walls werde zweifellos durch das übertriebene Tempo noch verstärkt, da Hawke allzu konsequent auf überlange Sequenzen setze, die sich fast augenblicklich abnutzen würden. Die völlige Abwesenheit von Authentizität zementiere seinen Status als hoffnungslos irrelevantes und extrem langweiliges Debütwerk, und man frage sich unweigerlich, was Hawke mit dieser völlig sinnlosen Zeitverschwendung habe erreichen wollen.
Bei Rotten Tomatoes wurden die Bewertungen der aufgeführten Kritiken zusammengefasst, woraus sich der Konsens herausschälte, dass der Film „verwirrend“ und eher „prätentiös“ als „poetisch“ sei.

### Auszeichnungen/Nominierungen
- Cannes Film Festival 2001: Nominierung für Ethan Hawke für die Golden Camera
- Gotham Awards 2002: Nominierung für Ethan Hawke für den Open Palm Award
- Jeonju International Film Festival 2002: Nominierung für Ethan Hawke für den Daring Digital Award